# سونغ بيرد
سونغ بيرد (بالإنجليزية: Songbird)‏ هو مشغل وسائط متعددة مجاني حر منقطع التطوير، يمكن استخدامه أيضًا كمتصفح وب.

## مزايا
- دعم التشعيل على مايكروسوفت ويندوز 2000، إكس بي، فيستا، ماك أو إس، ومعظم توزيعات لينكس.
- إمكانية إنشاء علامات مرجعية.
- إمكانية مسح حاسوب المستخدم بحثاً عن ملفات الوسائط، وتسجيلها في مكتبة محلية.
- اختصارات لوحة المفاتيح.

## وصلات خارجية
- الصفحة الرئيسية لموقع سونغ بيرد
- تمديدات سونغ بيرد